# 山西大同矿区“7·10”系列奸杀案
山西大同矿区“7·10”系列奸杀案是指在2004年至2008年期间在山西大同矿区发生的系列奸杀案，犯罪嫌疑人孙本伟男，26岁，同煤集团云冈矿职工子弟，分别于2004年、2008年奸杀三名女子，后于2008年被缉拿归案。

## 案情
2004年3月14日，孙本伟于深夜收工回家，路经云冈矿家属楼进入楼内厕所解手，途中发现一名女子并尾随，发现女子独居后进入屋内，掐女子脖子使其窒息而亡后将女子强奸。被害女子年仅15岁，警方没有锁定犯罪嫌疑人。
2008年7月10日，孙本伟于凌晨前往同煤集团公司三医院，进入医院的单身宿舍，将一名23岁刚毕业护士掐脖子使其大小便失禁窒息而亡后强奸。
2008年8月29日，孙本伟前往左云县看朋友，下午返回时有雨，路遇一名避雨的23岁年轻女子，孙本伟将女子掐晕后强奸，在女子苏醒后将其掐死再次强奸，并将尸体用胸罩吊在灌木丛中。

## 破案
2008年7月10日中午，护士的尸体被发现后，大同市公安局云泉分局介入调查并根据DNA检测结果确定“7·10”案与四年前“3.14”强奸杀人案的犯罪嫌疑人为同一人，2008年10月16日中午，犯罪嫌疑人孙本伟被缉拿归案。后孙本伟交待2008年8月29日第三起案件。